# Pecora
A Pecora az emlősök (Mammalia) osztályának párosujjú patások (Artiodactyla) rendjébe, ezen belül a kérődzők (Ruminantia) alrendjébe tartozó alrendág. Ide tartoznak azok a kérődzők, amelyeknek teljesen kifejlődött, négyosztatú gyomruk van.

## Rendszerezés
Az alrendág számos családjából ma már csak az alábbi 5 tartalmaz élő fajokat:
- tülkösszarvúak (Bovidae) J. E. Gray, 1821
- szarvasfélék (Cervidae) Goldfuss, 1820
- pézsmaszarvasfélék (Moschidae) J. E. Gray, 1821
- villásszarvúantilop-félék (Antilocapridae) J. E. Gray, 1866
- zsiráffélék (Giraffidae) J. E. Gray, 1821